# BlackRock
BlackRock, Inc. este o companie multinațională americană de investiții. Fondată în 1988, inițial ca un administrator de active instituționale de management al riscurilor și cu venit fix, BlackRock este cel mai mare administrator de active din lume, cu active gestionate de 10 trilioane de dolari la 31 decembrie 2023. Cu sediul central la 50 Hudson Yards din Midtown Manhattan, New York City, BlackRock are 78 de birouri în 38 de țări și clienți în 100 de țări. BlackRock este administratorul grupului iShares de fonduri tranzacționate la bursă și, împreună cu The Vanguard Group și State Street, este considerat a fi unul dintre cei mai mari administratori de fonduri cu indici. Software-ul său Aladdin ține evidența portofoliilor de investiții pentru multe instituții financiare importante, iar divizia BlackRock Solutions oferă servicii de gestionare a riscurilor financiare. Începând cu 2023, BlackRock s-a clasat pe locul 229 pe lista Fortune 500 a celor mai mari corporații din Statele Unite după venituri.
BlackRock a căutat să se poziționeze ca un lider al industriei în guvernanța de mediu, socială și corporativă. A fost criticată pentru că a investit în companii care sunt implicate în combustibili fosili, industria armelor, Armata Populară de Eliberare și încălcări ale drepturilor omului în China. Compania s-a confruntat, de asemenea, cu critici pentru legăturile sale strânse cu Sistemul Federal de Rezerve în timpul pandemiei de COVID-19.